# Marcin Ziółek
Marcin Ziółek – polski fizyk, doktor habilitowany nauk fizycznych, specjalizuje się m.in. w fotofizyce, fotochemii, ultraszybkiej spektroskopii laserowej, ogniwach słonecznych uczulanych barwnikiem i fotowoltaice, nauczyciel akademicki Uniwersytetu im. Adama Mickiewicza w Poznaniu.
Pracuje jako profesor nadzwyczajny w Zakładzie Elektroniki Kwantowej Wydziału Fizyki UAM. Stopień doktorski uzyskał w 2003, a habilitował się w 2013 na macierzystym wydziale, gdzie prowadzi zajęcia m.in. z fotowoltaiki oraz nanomateriałów w ogniwach słonecznych.